# Tennis-Mitropapokal der Herren 1937/1938
Der Tennis-Mitropapokal der Herren 1937/1938 war ein Tenniswettbewerb für Ländermannschaften, der über zwei Kalenderjahre im Ligasystem in einfacher Runde ausgetragen wurde. Es wurden jeweils vier Einzel mit vier verschiedenen Spielern und zwei Doppel durchgeführt.
Der Name Mitropa war, wie beim schon seit 1927 bestehenden Fußball-Mitropapokal, eine Kurzform für Mitteleuropa. Teilnehmende Länder waren Italien, Jugoslawien, Österreich, Polen, die Tschechoslowakei und Ungarn. Österreich schied nach dem Anschluss an das Deutsche Reich im März 1938 aus dem Wettbewerb aus und seine schon absolvierten drei Begegnungen (2:4 gegen Jugoslawien, 3:3 in Ungarn, 2:4 gegen Polen) wurden annulliert. Den Wettbewerb gewann Polen. Nachfolgewettbewerb war der 1940, nun in den Verhältnissen des Zweiten Weltkriegs ausgetragene Donaupokal.

## Abschlusstabelle
| Rang | Land             | Sp. | Sp. H. | Sp. A. | S | U | N | Matches | Punkte |
| ---- | ---------------- | --- | ------ | ------ | - | - | - | ------- | ------ |
| 1    | Polen            | 4   | 3      | 1      | 3 | 1 | 0 | 18:6    | 7:1    |
| 2    | Tschechoslowakei | 4   | 3      | 1      | 2 | 2 | 0 | 16:8    | 6:2    |
| 3    | Jugoslawien      | 4   | 2      | 2      | 1 | 2 | 1 | 10:14   | 4:4    |
| 4    | Ungarn           | 4   | 1      | 3      | 1 | 1 | 2 | 10:14   | 3:5    |
| 5    | Italien          | 4   | 1      | 3      | 0 | 0 | 4 | 6:18    | 0:8    |

## Ergebnisse
| 16.–18. Juni 1937 Prag, Lawn Tennis Club Prag Tschechoslowakei - Italien 5:1                | 16.–18. Juni 1937 Prag, Lawn Tennis Club Prag Tschechoslowakei - Italien 5:1 | 16.–18. Juni 1937 Prag, Lawn Tennis Club Prag Tschechoslowakei - Italien 5:1 | 16.–18. Juni 1937 Prag, Lawn Tennis Club Prag Tschechoslowakei - Italien 5:1 |
| ------------------------------------------------------------------------------------------- | ---------------------------------------------------------------------------- | ---------------------------------------------------------------------------- | ---------------------------------------------------------------------------- |
| 16.6.                                                                                       | Roderich Menzel                                                              | Giovanni Palmieri                                                            | 6:4, 7:5, 6:1                                                                |
| 16.6.                                                                                       | Ladislav Hecht Roderich Menzel                                               | Ferruccio Quintavalle Valentino Taroni                                       | 6:4, 6:2, 4:6, 6:1                                                           |
| 17.6.                                                                                       | František Cejnar                                                             | Francesco Romanoni                                                           | 7:5, 9:7, 6:3                                                                |
| 17.6.                                                                                       | Josef Caska František Cejnar                                                 | Vanni Canepele Giorgio De Stefani                                            | 7:5, 4:6, 6:3, 6:4                                                           |
| 18.6.                                                                                       | Josef Síba                                                                   | Vanni Canepele                                                               | 6:1, 5:7, 7:5, 6:0                                                           |
| 18.6.                                                                                       | Josef Caska                                                                  | Giorgio De Stefani                                                           | 4:6, 4:6, 4:6                                                                |
| 25.–28. Juni 1937 Lwów, Lwówski Klub Tenisowy Polen - Ungarn 4:2                            |                                                                              |                                                                              |                                                                              |
| 25.6.                                                                                       | Ignacy Tłoczyński                                                            | György Dallos                                                                | 7:5, 6:0, 9:7                                                                |
| 25.6.                                                                                       | Józef Hebda                                                                  | Emil Gábori                                                                  | 6:2, 6:1, 7:5                                                                |
| 26.6.                                                                                       | Walenty Bratek Kazimierz Tarłowski                                           | Emil Ferenczy Emil Gábori                                                    | 6:8, 4:6, 2:6                                                                |
| 26.6.                                                                                       | Józef Hebda Ignacy Tłoczyński                                                | György Dallos Ottó Szigeti                                                   | 6:4, 4:6, 5:7, 4:6                                                           |
| 27./28.6.                                                                                   | Ernest Wittmann                                                              | Emil Ferenczy                                                                | 3:6, 4:6, 6:4, 7:5, 6:3                                                      |
| 27./28.6.                                                                                   | Kazimierz Tarłowski                                                          | Ottó Szigeti                                                                 | 6:4, 4:6, 9:7, 8:6                                                           |
| 2.–4. Juli 1937 Wien, Wiener Park Club Österreich - Jugoslawien 2:4                         |                                                                              |                                                                              |                                                                              |
| 2.7.                                                                                        | Hans Redl                                                                    | Franjo Kukuljević                                                            | 4:6, 6:4, 6:1, 8:10, 6:4                                                     |
| 2.7.                                                                                        | Adam Baworowski                                                              | Josip Palada                                                                 | 6:1, 0:6, 4:6, 1:6                                                           |
| 3.7.                                                                                        | Kurt Egert Hans Redl                                                         | Franjo Kukuljević Dragutin Mitić                                             | 2:6, 3:6, 2:6                                                                |
| 3.7.                                                                                        | Adam Baworowski Georg von Metaxa                                             | Josip Palada Franjo Punčec                                                   | 6:4, 7:5, 2:6, 2:6, 6:4                                                      |
| 4.7.                                                                                        | Georg von Metaxa                                                             | Franjo Punčec                                                                | 1:6, 1:6, 8:6, 4:6                                                           |
| 4.7.                                                                                        | Kurt Egert                                                                   | Dragutin Mitić                                                               | 4:6, 4:6, 5:7                                                                |
| 16.–18. Juli 1937 Balatonalmádi, Balatonalmádi Tenisz Klub Ungarn - Österreich 3:3          |                                                                              |                                                                              |                                                                              |
| 16.7.                                                                                       | Emil Ferenczy                                                                | Hans Redl                                                                    | 6:4, 3:6, 6:4, 1:6, 1:6                                                      |
| 16.7.                                                                                       | György Dallos                                                                | Adam Baworowski                                                              | 7:5, 6:3, 6:2                                                                |
| 17.7.                                                                                       | Emil Ferenczy Emil Gábori                                                    | Willi Brosch Hans Redl                                                       | 1:6, 5:7, 6:3, 6:8                                                           |
| 17.7.                                                                                       | György Dallos Ottó Szigeti                                                   | Adam Baworowski Georg von Metaxa                                             | 1:6, 6:4, 8:10, 6:3, 4:6                                                     |
| 18.7.                                                                                       | Lehel Bánó                                                                   | Herbert Kinzel                                                               | 6:4, 7:5, 3:6, 6:3                                                           |
| 18.7.                                                                                       | Ottó Szigeti                                                                 | Georg von Metaxa                                                             | 6:8, 6:4, 6:3, 6:2                                                           |
| 23.–25. Juli 1937 Warschau, WKS Legia Warschau Polen - Italien 5:1                          |                                                                              |                                                                              |                                                                              |
| 23.7.                                                                                       | Czesław Spychała                                                             | Francesco Romanoni                                                           | 2:6, 3:6, 6:2, 2:6                                                           |
| 23.7.                                                                                       | Józef Hebda                                                                  | Giovanni Palmieri                                                            | 6:1, 4:6, 7:5, 6:3                                                           |
| 24.7.                                                                                       | Czesław Spychała Przemysław Warmiński                                        | Giovanni Palmieri Francesco Romanoni                                         | 0:6, 3:6, 6:3, 6:3, 10:8                                                     |
| 24./25.7.                                                                                   | Józef Hebda Ignacy Tłoczyński                                                | Renato Bossi Ferruccio Quintavalle                                           | 8:6, 5:7, 11:9, 7:5                                                          |
| 25.7.                                                                                       | Ignacy Tłoczyński                                                            | Vanni Canepele                                                               | 2:6, 6:1, 6:1, 6:2                                                           |
| 25.7.                                                                                       | Ernest Wittmann                                                              | Ferruccio Quintavalle                                                        | 2:6, 7:5, 13:11, 6:1                                                         |
| 20.–25. August 1937 Piešťany Tschechoslowakei - Ungarn 5:1                                  |                                                                              |                                                                              |                                                                              |
| 20.8.                                                                                       | Vojtěch Vodička                                                              | Emil Ferenczy                                                                | 6:0, 6:3, 7:5                                                                |
| 20.8.                                                                                       | Josef Caska                                                                  | György Dallos                                                                | 9:7, 6:2, 6:3                                                                |
| 22.8.                                                                                       | Josef Caska František Cejnar                                                 | György Dallos Ottó Szigeti                                                   | 6:3, 6:2, 6:2                                                                |
| 22.8.                                                                                       | Karel Pachovský                                                              | Lehel Bánó                                                                   | 9:7, 3:6, 6:4, 4:6, 2:6                                                      |
| 24.8.                                                                                       | Jaroslav Drobný Vojtěch Vodička                                              | József Asbóth Béla Pető                                                      | 6:1, 6:8, 7:5, 6:8, 6:3                                                      |
| 25.8.                                                                                       | František Cejnar                                                             | Ottó Szigeti                                                                 | 6:1, 6:1, 6:4                                                                |
| 3.–6. September 1937 Zagreb, Akademski Tenis Klub Zagreb Jugoslawien - Tschechoslowakei 3:3 |                                                                              |                                                                              |                                                                              |
| 4.9.                                                                                        | Franjo Kukuljević                                                            | Vojtěch Vodička                                                              | 6:3, 8:6, 2:6, 3:6, 4:6                                                      |
| 4./5.9.                                                                                     | Josip Palada                                                                 | Josef Caska                                                                  | 2:6, 6:1, 4:6, 6:1, 6:2                                                      |
| 5.9.                                                                                        | Josip Palada Franjo Punčec                                                   | Jaroslav Drobný Vojtěch Vodička                                              | 4:6, 6:2, 4:6, 3:6                                                           |
| 5.9.                                                                                        | Franjo Kukuljević Dragutin Mitić                                             | Josef Caska František Cejnar                                                 | 6:3, 6:4, 6:2                                                                |
| 6.9.                                                                                        | Dragutin Mitić                                                               | Jaroslav Drobný                                                              | 4:6, 6:2, 2:6, 3:6                                                           |
| 6.9.                                                                                        | Franjo Punčec                                                                | František Cejnar                                                             | 6:1, 8:6, 7:5                                                                |
| 10.–14. September 1937 Wien, Wiener Park Club Österreich - Polen 2:4                        |                                                                              |                                                                              |                                                                              |
| 10.9.                                                                                       | Hans Redl                                                                    | Ernest Wittmann                                                              | 1:6, 5:7, 2:6                                                                |
| 10./11./13.9.                                                                               | Adam Baworowski                                                              | Józef Hebda                                                                  | 6:1, 6:2, 4:6, 6:4                                                           |
| 13.9.                                                                                       | Willi Brosch Hans Redl                                                       | Czesław Spychała Ignacy Tłoczyński                                           | 2:6, 4:6, 4:6                                                                |
| 13.9.                                                                                       | Adam Baworowski Georg von Metaxa                                             | Józef Hebda Przemysław Warmiński                                             | 6:0, 6:2, 6:2                                                                |
| 14.9.                                                                                       | Bronislaw Goldmann                                                           | Czesław Spychała                                                             | 3:6, 5:7, 6:3, 3:6                                                           |
| 14.9.                                                                                       | Georg von Metaxa                                                             | Ignacy Tłoczyński                                                            | 0:6, 9:11, 5:7                                                               |
| 16.–18. Oktober 1937 Mailand Italien - Jugoslawien 2:4                                      |                                                                              |                                                                              |                                                                              |
| 16.10.                                                                                      | Vanni Canepele                                                               | Dragutin Mitić                                                               | 6:4, 6:3, 5:7, 6:4                                                           |
| 16./17.10.                                                                                  | Valentino Taroni                                                             | Franjo Kukuljević                                                            | 4:6, 7:5, 6:4, 3:6, 3:6                                                      |
| 17.10.                                                                                      | Ferruccio Quintavalle Valentino Taroni                                       | Josip Palada Franjo Punčec                                                   | 6:4, 6:3, 6:3                                                                |
| 17.10.                                                                                      | Renato Bossi Vanni Canepele                                                  | Franjo Kukuljević Dragutin Mitić                                             | 3:6, 6:4, 4:6, 1:6                                                           |
| 18.10.                                                                                      | Giovanni Palmieri                                                            | Franjo Punčec                                                                | 6:4, 4:6, 6:2, 2:6, 2:6                                                      |
| 18.10.                                                                                      | Ferruccio Quintavalle                                                        | Josip Palada                                                                 | 3:6, 0:6, 6:3, 6:1, 1:6                                                      |
| 22.–25. April 1938 Zagreb, Zagrebačko Klizačko Društvo Jugoslawien - Ungarn 3:3             |                                                                              |                                                                              |                                                                              |
| 22.4.                                                                                       | Franjo Kukuljević                                                            | György Dallos                                                                | 2:6, 6:1, 9:7r                                                               |
| 22.4.                                                                                       | Josip Palada                                                                 | Emil Gábori                                                                  | 6:3, 5:7, 4:6, 6:1, 4:6                                                      |
| 24.4.                                                                                       | Josip Palada Ljubiša Radovanović                                             | Emil Ferenczy Emil Gábori                                                    | 6:2, 6:2, 6:4                                                                |
| 24.4.                                                                                       | Franjo Kukuljević Dragutin Mitić                                             | József Asbóth Ottó Szigeti                                                   | 7:5, 6:4, 6:1                                                                |
| 25.4.                                                                                       | Dragutin Mitić                                                               | Ottó Szigeti                                                                 | 6:1, 4:6, 5:7, 1:6                                                           |
| 25.4.                                                                                       | Ljubiša Radovanović                                                          | József Asbóth                                                                | 2:6, 11:13, 3:6                                                              |
| 12.–14. August 1938 Warschau, WKS Legia Warschau Polen - Jugoslawien 6:0                    |                                                                              |                                                                              |                                                                              |
| 12.8.                                                                                       | Józef Hebda                                                                  | Boris Smerdu                                                                 | 6:3, 6:1, 6:0                                                                |
| 12.8.                                                                                       | Adam Baworowski                                                              | Tomislav Kukuljević                                                          | 6:2, 6:0, 6:4                                                                |
| 13.8.                                                                                       | Józef Hebda Czesław Spychała                                                 | Kovač Boris Smerdu                                                           | 6:2, 6:1, 6:0                                                                |
| 13.8.                                                                                       | Adam Baworowski Ignacy Tłoczyński                                            | Tomislav Kukuljević Dragutin Mitić                                           | 3:6, 7:5, 6:3, 7:5                                                           |
| 14.8.                                                                                       | Czesław Spychała                                                             | Kovač                                                                        | 6:2, 6:3, 10:8                                                               |
| 14.8.                                                                                       | Ignacy Tłoczyński                                                            | Dragutin Mitić                                                               | 6:2, 6:3, 6:2                                                                |
| 23.–26. August 1938 Budapest, „Centre Court“ auf der Margareteninsel Ungarn - Italien 4:2   |                                                                              |                                                                              |                                                                              |
| 23.8.                                                                                       | György Dallos                                                                | Vanni Canepele                                                               | 4:6, 6:0, 1:6, 0:6                                                           |
| 23.8.                                                                                       | Emil Gábori                                                                  | Gino Vido                                                                    | 6:0, 6:3, 6:1                                                                |
| 24.8.                                                                                       | József Asbóth Emil Gábori                                                    | Giovanni Kucel Gino Vido                                                     | 4:6, 6:3, 6:4, 6:0                                                           |
| 24.8.                                                                                       | György Dallos Ottó Szigeti                                                   | Vanni Canepele Martinelli                                                    | 2:6, 6:1, 6:3, 6:2                                                           |
| 26.8.                                                                                       | József Asbóth                                                                | Giovanni Kucel                                                               | 6:4, 6:8, 7:5, 6:2                                                           |
| 26.8.                                                                                       | Ottó Szigeti                                                                 | Giovanni Palmieri                                                            | w.o.                                                                         |
| 26.–28. August 1938 Zlín Tschechoslowakei - Polen 3:3                                       |                                                                              |                                                                              |                                                                              |
| 26.8.                                                                                       | Jaroslav Drobný                                                              | Józef Hebda                                                                  | 5:7, 6:4, 8:6, 6:0                                                           |
| 26./27.8.                                                                                   | František Cejnar                                                             | Adam Baworowski                                                              | 2:6, 9:7, 4:6, 3:6                                                           |
| 27.8.                                                                                       | Josef Caska František Cejnar                                                 | Józef Hebda Czesław Spychała                                                 | 5:7, 7:5, 6:8, 6:4, 3:6                                                      |
| 28.8.                                                                                       | Jaroslav Drobný Ladislav Hecht                                               | Adam Baworowski Ignacy Tłoczyński                                            | 3:6, 6:1, 6:2, 6:4                                                           |
| 28.8.                                                                                       | Josef Caska                                                                  | Czesław Spychała                                                             | 6:2, 6:4, 5:7, 5:7, 0:6                                                      |
| 28.8.                                                                                       | Ladislav Hecht                                                               | Ignacy Tłoczyński                                                            | 6:3, 4:6, 6:4r                                                               |

## Quelle
- Zeitgenössische Zeitungsberichte vom Sport-Tagblatt, Przegląd Sportowy, Národní listy, La Stampa, Politika und weiteren.